# Las consecuencias (álbum)
Las consecuencias es el nombre del sexto álbum de estudio del intérprete y compositor zaragozano Enrique Bunbury, Fue publicado el 16 de febrero de 2010. En varias de sus canciones cuenta con la colaboración de Miren Iza, cantante del grupo musical Tulsa. También fue el último álbum con la compañía discográfica EMI después de 25 años de su trayectoria musical desde sus inicios con la banda Héroes Del Silencio.
El 15 de enero de 2010, un día antes de lo que en principio estaba previsto, fue presentado el primer sencillo adelanto del disco: "Frente a frente", versión del tema clásico de Jeanette de 1981. Asimismo, el tema "El boxeador" es una versión libre de la canción "Cosmic Dancer" de T. Rex del álbum de 1971 Electric Warrior. 
Las consecuencias, álbum producido por el propio Bunbury, se perfila como una obra intimista y, en ocasiones oscura, que prolonga la naturaleza sobria y árida que abunda en sus últimos discos, pero en esta ocasión con una mayor presencia de lo acústico (guitarra acústica, armónica, piano/hammond) frente a lo eléctrico (aunque no faltan solos de guitarra eléctrica), y la sección de cuerda como principal añadido. El cantante lo ha definido como un “disco de cámara”.
El álbum salió en formato vinilo, disco compacto y en línea, y además fue certificado oro en España por las más de 40.000 copias vendidas y también en México desde el primer día de su lanzamiento, llegando a obtener tiempo después el disco de platino en México por las más de 60.000 copia vendidas. El disco alcanzó más de 200.000 copias vendidas en todo el mundo

## Lista de temas
Todas las canciones escritas y compuestas por Enrique Bunbury, excepto "Frente a frente", que fue escrita y compuesta por Manuel Alejandro y Ana Magdalena. 
| N.º   | Título                                       | Duración |  |
| 1.    | «Las consecuencias (Asustar un poco)»        | 5:37     |  |
| 2.    | «Ella me dijo que no»                        | 4:18     |  |
| 3.    | «El boxeador»                                | 5:49     |  |
| 4.    | «Frente a frente» (con Miren Iza)            | 3:53     |  |
| 5.    | «21 de octubre»                              | 4:43     |  |
| 6.    | «Lo que más te gustó de mí»                  | 3:55     |  |
| 7.    | «Los habitantes»                             | 5:44     |  |
| 8.    | «Es hora de hablar»                          | 4:30     |  |
| 9.    | «De todo el mundo»                           | 4:58     |  |
| 10.   | «Nunca se convence del todo a nadie de nada» | 5:19     |  |
| 48:51 |                                              |          |  |

| Edición online |               |          |  |
| N.º            | Título        | Duración |  |
| 11.            | «Los amantes» | 4:01     |  |
| 52:52          |               |          |  |

## Créditos
Músicos y colaboradores del álbum:

### Músicos
- Enrique Bunbury: Voz, guitarra acústica, piano, armónica, violín chino, sintetizador y coros.
- Álvaro Suite: Guitarras acústica, española y eléctrica, dobro, sitar eléctrico, mandolina y coros.
- Jordi Mena: Guitarras acústica y eléctrica, barítono, lap steel, dobro y coros.
- Jorge Rebenaque: Piano, rodhes, hammond, wurlitzer, vibráfono, tuba y acordeón.
- Robert Castellanos: Bajo y contrabajo.
- Ramón Gacías: batería y percusión.

### Artistas invitados
- Miren Iza: Voz y coros.
- Adam Viusà: Bajo.
- Ana Cabañol: Coros.
- Morti: Coros.
- Ana Belén Estaje: Violín y viola.
- Pablo Valeta Guillén: Chelo.

### Personal adicional
- Producción: Enrique Bunbury
- Asistente de producción:  Ramón Gacías
- Grabación en: Musiclan, Avinyonet de Puigventós
  - Ingeniero de sonido: Jordi Mora
  - Asistente de ingeniero: José Luis Molero
- Grabación en: Paco Loco Estudios, El Puerto de Santa María
  - Ingeniero de sonido: Paco Loco
- Mezclado en: Musiclan, Avinyonet de Puigventós
  - Ingeniero de mezclas: Jordi Mora
  - Asistente de ingeniero: José Luis Molero
- Backline: David García Pascual, José Román Yago
- Masterizado en: Sterling Sound, New York por George Marino
- Fotografiá: Jose Girl
- Diseño:Jesús Guisado
- Ilustraciones: Estudio Pedro Perles
- Management: Rock & Chicken

## Videoclips
| #  | Videoclip                | Año de publicación |
| -- | ------------------------ | ------------------ |
| 1. | "Frente a Frente"        | 2010               |
| 2. | "De Todo El Mundo"       | 2010               |
| 3. | "Los Habitantes"         | 2010               |
| 4. | "El Boxeador" (Fotoclip) | 2011               |